# Lui è tornato (film)
Lui è tornato (Er ist wieder da) è un film del 2015 diretto da David Wnendt,
Basato sull'omonimo bestseller di Timur Vermes.

## Trama
Adolf Hitler viene catapultato da un varco spazio-temporale nel prato dove sorgeva il Führerbunker il 23 ottobre 2014, nella Berlino odierna senza memoria di quanto sia accaduto precedentemente. Inizialmente disorientato dai cambiamenti occorsi alla capitale tedesca e dal clima di pace e multiculturalismo della Germania contemporanea, il Führer scopre rapidamente di trovarsi in un'altra epoca e, dopo essere stato avvicinato da diversi turisti incuriositi dalla sua figura, incontra un edicolante che lo ospita per qualche giorno.
L'edicolante gli fa conoscere Fabian Sawatzki, un aspirante regista che ha appena perso il lavoro in un'emittente televisiva privata e che vede in lui del potenziale come attore. L'uomo, come tutti, è convinto infatti che Hitler sia un attore che recita costantemente il ruolo del Führer. Sawatzki gira una serie di video che mostrano Hitler relazionarsi e interagire con i tedeschi del ventunesimo secolo mentre allo stesso tempo Hitler viene a conoscenza delle meraviglie moderne come la televisione.
Fabian pubblica il suo documentario su Internet ottenendo un successo clamoroso e, dopo averlo mostrato al vice-direttore dell'emittente che lo aveva licenziato, Christoph Sensenbrick, viene riassunto. Hitler viene inserito in un programma televisivo dell'emittente di stampo satirico, riscuotendo immediatamente un grandissimo successo e diventando un'icona mediatica grazie al suo carisma ed al suo parlare di problemi reali. Katja Bellini, la direttrice dell'emittente, decide di farlo partecipare a tutti i programmi televisivi in modo da sfruttare l'onda del successo.
Sensenbrick, che punta invece a far licenziare la donna per prenderne il posto, cerca invece di boicottarlo senza successo finché, durante una di queste ospitate, viene mostrato un filmato in cui Hitler uccide un cagnolino che l'aveva morso durante il viaggio con Sawatzki. Il fatto suscita lo sdegno dell'intera Germania e il licenziamento di Hitler, di Sawatzki e della Bellini. Hitler viene quindi ospitato a casa della madre di Sawatzki dove inizia a scrivere il suo secondo libro, intitolato Lui è tornato. Sawatzki ne ricava una sceneggiatura e la propone alla Bellini, che decide di produrre il film affidandogliene la regia. Sensenbrick, col calo degli ascolti della sua rete, è invece costretto a tornare sui suoi passi e propone di pubblicizzare il film.
Un giorno Sawatzki invita Hitler a casa della sua fidanzata, segretaria della rete tv. Quest'ultima è ebrea e sua nonna è una sopravvissuta dell'Olocausto. L'anziana donna, vedendo Hitler, lo riconosce come quello vero e lo fa cacciare di casa. Sawatzki, cominciando ad avere dei dubbi, scopre dall'analisi di un filmato che il presunto comico è infatti il vero Hitler ma non viene creduto e anzi viene rinchiuso in un ospedale psichiatrico. Nel frattempo le riprese del film, che sembra destinato al successo, si concludono. Nelle ultime scene Hitler, accompagnato dalla Bellini diventata sua partner, si dimostra deciso a cavalcare l'ondata mediatica del suo nuovo successo e, riflettendo sulla situazione politica attuale, considera le tensioni legate all'immigrazione e alla disoccupazione terreno fertile per un suo ritorno sulle scene politiche internazionali.

## Produzione
Per interpretare Hitler, l'attore Oliver Masucci ha passato due settimane a esercitarsi con un insegnante di linguaggio studiando gli scritti, i discorsi pubblici e lo stile del dittatore; inoltre è ingrassato di ben 26 chili e si è sottoposto a due ore di trucco giornaliero per risultare quanto più possibile simile al Führer.
Mentre girava per le vie di Berlino l'attore era seguito da alcune guardie del corpo onde prevenire aggressioni da parte dei civili coinvolti nelle riprese: infatti, similmente a Borat, il film è composto in parte da scene improvvisate in cui Masucci, nei panni del suo personaggio, interagisce con persone ignare del film, con conseguenze sorprendenti; la stessa scena in cui diversi passanti scattano dei "selfie" con lui è improvvisata.

### Riprese
Il film è stato girato in vari siti della Germania, soprattutto città, fra cui: Berlino, Monaco di Baviera, Brandeburgo sulla Havel, Dresda, Bayreuth, sull'isola di Sylt, Teltow, Bernau bei Berlin, ecc.

## Distribuzione
La première del film si è tenuta il 6 ottobre 2015 a Berlino e il film è uscito nelle sale tedesche l'8 dello stesso mese.
In Italia il film è stato reso disponibile sulla piattaforma di streaming online Netflix dal 9 aprile 2016 ed è stato distribuito nelle sale il 26, 27 e 28 aprile da Nexo Digital.

## Curiosità
In una scena del film viene parodiata la celebre scena da La caduta - Gli ultimi giorni di Hitler. La scena vede Sensenbrink col suo staff reagire al fallimento della rete dopo il licenziamento di Hitler.
L'attore Thomas Thieme, che interpreta il capo stazione televisiva Karmer, aveva interpretato Martin Bormann nel film La caduta - Gli ultimi giorni di Hitler.

## Remake
Il 1º febbraio 2018 è uscito il film Sono tornato, un remake diretto da Luca Miniero e in cui la figura di Hitler è sostituita con quella di un Mussolini ricomparso in Italia.